# Zuzwil
Zuzwil é uma comuna da Suíça, no Cantão São Galo, com cerca de 4.211 habitantes. Estende-se por uma área de 8,96 km², de densidade populacional de 470 hab/km². Confina com as seguintes comunas: Bronschhofen, Niederhelfenschwil, Oberbüren, Uzwil, Wil, Wuppenau (TG).
A língua oficial nesta comuna é o Alemão.